# ジョセリン・ブロッホ

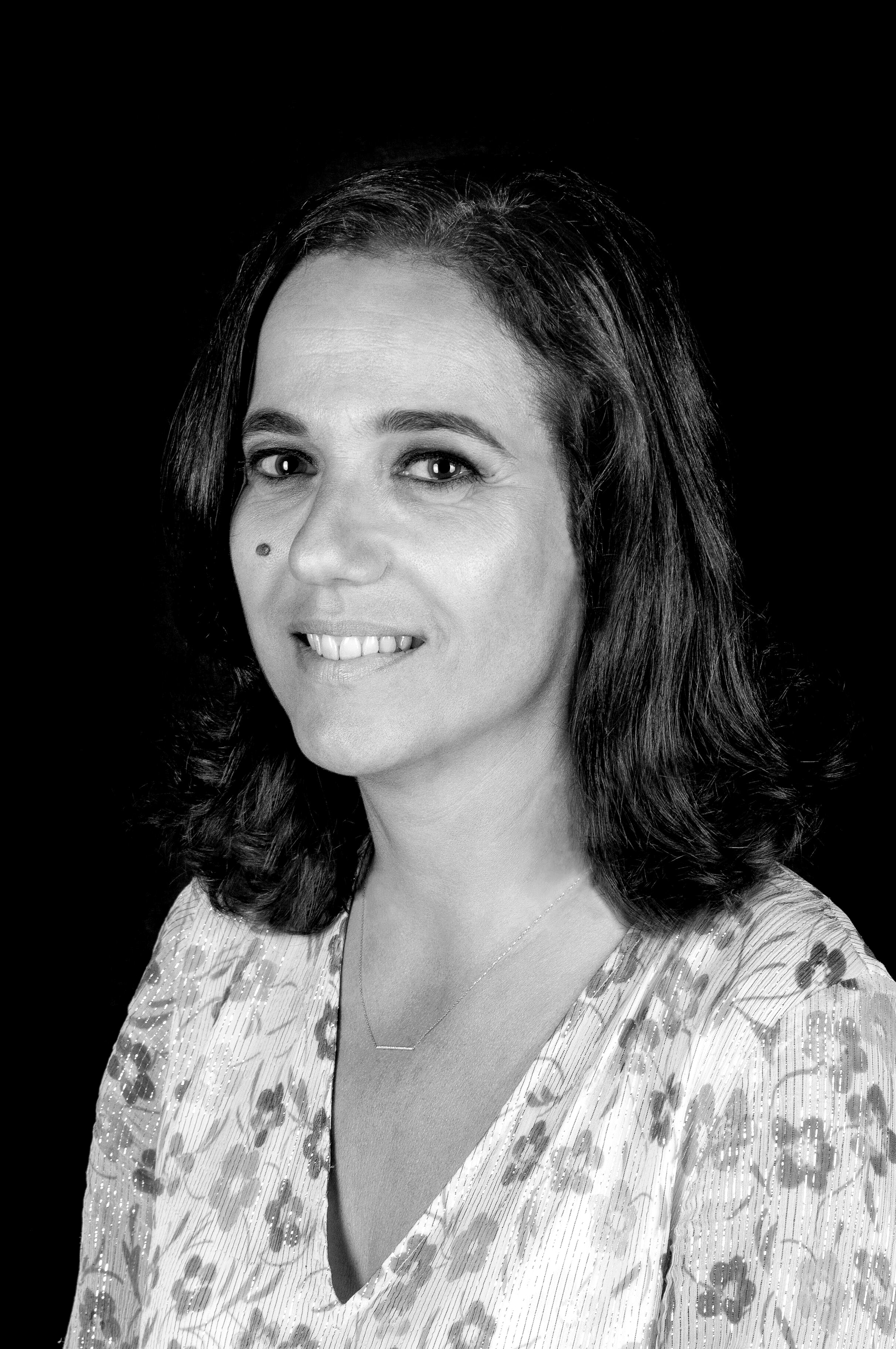
ジョセリン・ブロッホ（2019年撮影）

ジョセリン・ブロッホ（Jocelyne Bloch、1971年 - ）は、スイスの神経科学者、脳神経外科医。ローザンヌ大学病院、スイス連邦工科大学ローザンヌ校所属。専門分野は、運動障害に関連した脳深部刺激と脳修復。 

## 経歴
1994年12月にローザンヌ大学医学部を卒業し、2002年に脳神経外科の学位（医学博士）を取得した。
現在、スイス連邦工科大学ローザンヌ校と共同で、脊髄損傷者の歩行能力を改善のために、脳インプラントを用いない脊髄刺激技術の治療可能性を評価する臨床フィージビリティスタディを主導している。
2019年よりスイス連邦工科大学ローザンヌ校神経科学非常勤教授。2019年以降、グレゴワール・コーティヌとともに、ローザンヌ大学病院、ローザンヌ大学、デフィテック財団、EPFLが共同で運営する神経回復研究室を率いている。